# 産業技術総合研究所生命情報工学研究センター
産業技術総合研究所 生命情報工学研究センター（さんぎょうぎじゅつそうごうけんきゅうしょ せいめいじょうほうこうがくけんきゅう - ）は、産業技術総合研究所にかつて存在した研究ユニットの一つでバイオインフォマティクス（生命情報科学）研究を推進していた。英語表記CBRC(Computational Biology Research Center)。生命情報科学研究センターを継承・発展される形で2007年4月1日に設立された。センター長は浅井潔（東京大学教授）。
ゲノム情報解析、分子情報解析、細胞情報解析の3カテゴリの6チームに数理科学やコンピュータサイエンス、分子生物学など幅広い研究者を擁していた。国際連携にも力を入れ、インド・シンガポール・韓国・中国などのバイオインフォマティクス研究所と提携し、年に一度研究発表会をこれらの地域持ち回りで開催していた。また、社会人へのバイオインフォマティクス教育を初めてとして企業との共同研究、開発なども積極的に行われていた。東京大学、早稲田大学の教員を併任し、これらの大学で学生に対しバイオインフォマティクス教育を行っている研究員も多かった。
MAGIクラスタ、ASC、Blue Geneなどの大規模計算機を用いたバイオインフォマティクス研究も積極的に行っていた。

## 事業
- 生命情報科学技術者養成コース（実施期間：平成17年度～平成22年度）

## 所在地
- 東京都江東区青海二丁目4番7号